# 光福寺塔
光福寺塔是位于中国江苏省苏州市西郊光福镇龟山山顶光福寺塔院内的一座唐式方塔，为砖木混合结构。

## 历史沿革
光复寺塔始建于南朝梁武帝大同年间（535年-546年），唐武宗会昌末年（846年）毁于大火，唐懿宗咸通年间（860年─874年）重建。後屡有重修。今建筑为清乾隆年间重建。光福寺塔在1995年被定为江苏省文物保护单位。1998年省政府拨款大修后对外开放。

## 建筑结构
塔共7层，高35米，正方形平面，是中国境内为数不多的唐式方木塔。
出光福寺山门，经过一座宋代光福寺石板桥，登88级台阶即可抵达光福寺塔院大门。登塔可以观赏近处的邓尉山梅花（香雪海），远眺太湖和灵岩山、天平山，是一个不错的观景胜地。塔内现有49尊金色佛像。

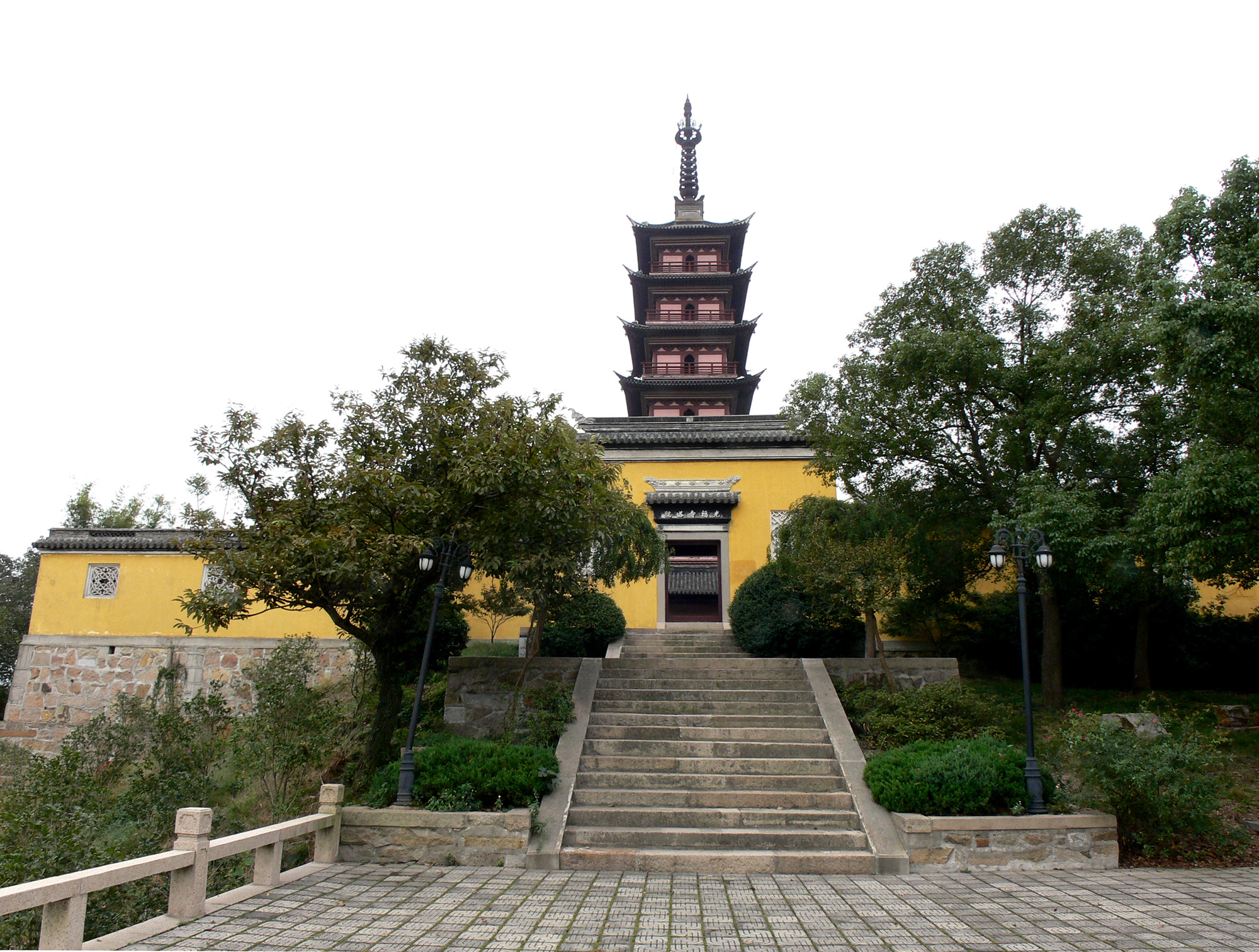
光福寺塔院
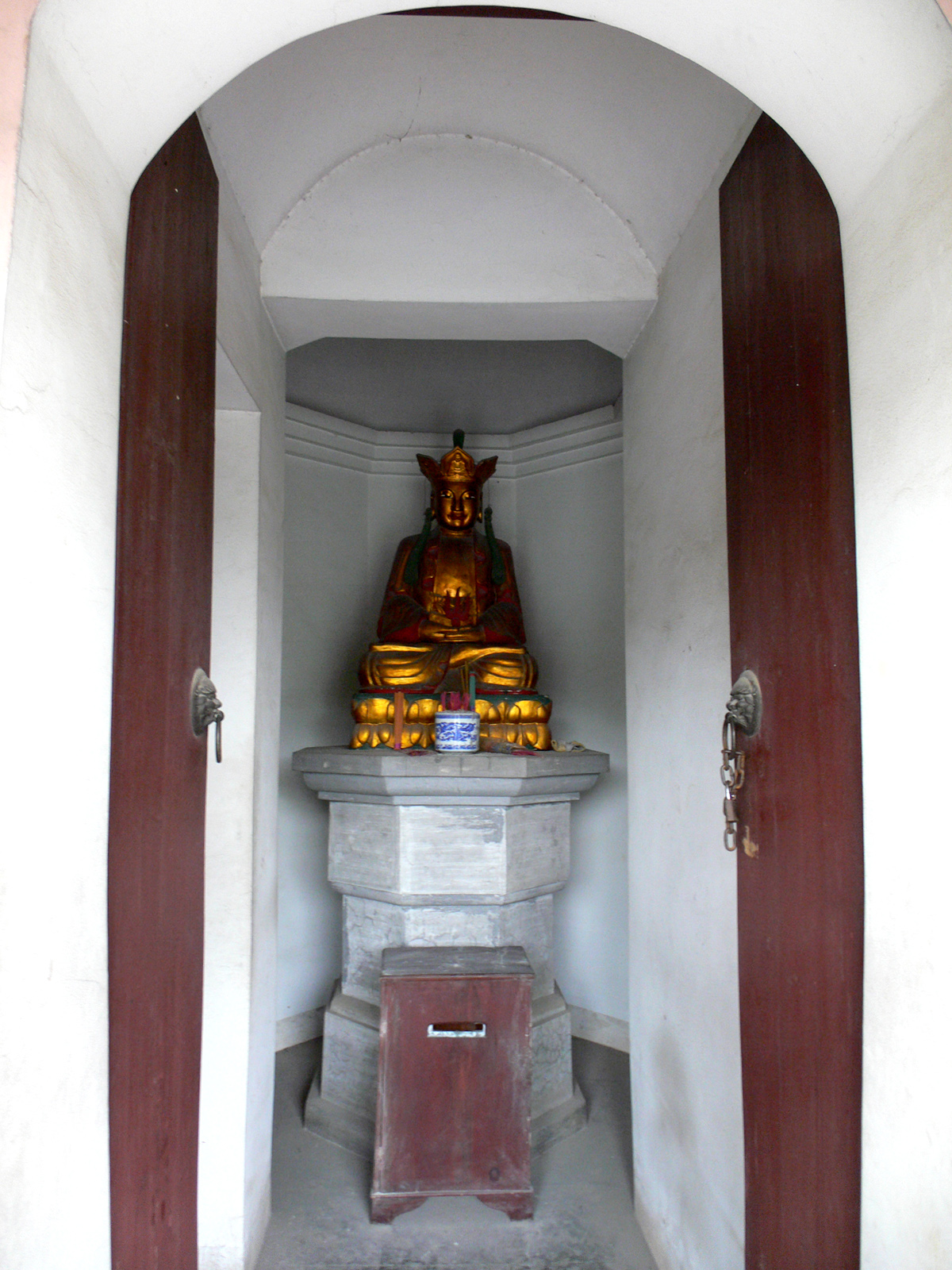
光福寺塔内49尊金色佛像之一。